# Piotr Juś
Piotr Juś (ur. 9 lipca 1955) − prezes zarządu Kopalni i Zakładu Wzbogacania Kwarcytu Bukowa Góra, członek rady nadzorczej PCC Intermodal.
Absolwent Wydziału Mechanicznego Politechniki Rzeszowskiej. Pracował w Lubelskim Przedsiębiorstwie Przemysłu Drzewnego i Przedsiębiorstwie Produkcji Prefabrykatów w Hoczwi.
Od 1985 zatrudniony na stanowiskach kierowniczych w Polskich Kolejach Państwowych. Początkowo naczelnik sekcji w PKP Oddział Budynków w Zamościu. Od 1997 naczelnik działu w PKP Zakład Infrastruktury, w latach 1998-2000 dyrektor w PKP Zakład Infrastruktury.
W latach 2000–2006 związany z PKP LHS. Początkowo dyrektor w Zakładzie Eksploatacji LHS, od 2001 prezes zarządu spółki PKP Linia Hutnicza Szerokotorowa. 
Od 2009 członek rady nadzorczej PCC Intermodal oraz Kopalni i Zakładu Wzbogacania Kwarcytu Bukowa Góra. Od 2010 prezes zarządu Kopalni i Zakładu Wzbogacania Kwarcytu Bukowa Góra. Od stycznia 2011 prezes zarządu PCC Silicium.